# Chiesa ortodossa apostolica estone
La Chiesa ortodossa apostolica estone (in estone: Eesti Apostlik-Õigeusu Kirik) è una Chiesa ortodossa autonoma, il cui primate è confermato dal patriarca di Costantinopoli. Questa Chiesa autonoma è stata riconosciuta dagli estoni come succeditrice della Chiesa ortodossa estone esistente in Estonia, riconosciuta nel 1923 da Costantinopoli, già prima della seconda guerra mondiale e che contava oltre 210.000 fedeli, tre vescovi, 156 parrocchie, 131 preti, 2 monasteri e un seminario di teologia. I fedeli erano in maggioranza estoni.

## Attualità
L'attuale primate della Chiesa ortodossa apostolica è Stefano di Nazianzo, arcivescovo di Tallinn e di tutta l'Estonia, eletto nel 1999.
Attualmente più della metà delle chiese ortodosse in Estonia sono parte del patriarcato di Costantinopoli, dal 1993, e circa 50.000 fedeli ortodossi su 80.000 hanno scelto questo patriarcato, per lo più estoni e Vecchi credenti.
La riconferma della giurisdizione di Costantinopoli, non riconosciuta da Mosca, ha creato un contenzioso tra i due Patriarcati, chiuso con l'accordo di Zurigo del 1996.